# Lille-Sud
 (décembre 2012).
Si vous disposez d'ouvrages ou d'articles de référence ou si vous connaissez des sites web de qualité traitant du thème abordé ici, merci de compléter l'article en donnant les références utiles à sa vérifiabilité et en les liant à la section « Notes et références ».
Lille-Sud est l'un des 10 quartiers de la ville de Lille. Il compte environ 22 000 habitants[réf. nécessaire]. Géographiquement, le quartier couvre 300 hectares dont 33 pour le cimetière du Sud et 10 hectares de friches industrielles.
Ce quartier est desservi par les stations de métro CHU - Centre Oscar-Lambret et CHU - Eurasanté .

## Description
Le quartier est comme séparé du reste de la commune de Lille par le sillon profond que constituent l'autoroute et la ligne de chemin de fer, et par la barrière que représente le métro aérien.
La voie rapide qui sépare Lille-Sud du centre de Lille relie les autoroutes A1 - E15 (Lille/Douai/Arras/Paris) et A 25 - E42 (Lille/Armentières/Bailleul/Dunkerque). Réalisée dans les années 1980, elle emprunte le tracé des anciens murs et remparts qui ont été démantelés et comblés après les décrets Messimy de déclassement de la Place militaire de Lille (Rijsel) du 1er août 1914. Ces grands travaux de modification de la saignée des zones fortifiées et de leurs glacis non ædificandi seront entrepris au cours des décennies 1920 et 1930. Interrompus par la seconde guerre mondiale en 1940, ils seront repris et achevés par tranches de 1950 à 1970. Voies SNCF et autoroutières s'y établiront par commodité.
Plusieurs projets sont en cours pour tenter d'améliorer les conditions de vie dans ce quartier. La rue du Faubourg des Postes compte déjà bon nombre de commerces et constitue le centre du quartier. Le Faubourg des Modes permet à de jeunes créateurs de promouvoir leurs œuvres textiles. Un nouvel Hôtel de police a été construit. Une ligne à haut niveau de services de bus reliant les communes de Ronchin, Lille, Saint André, Marquette, Wambrechies, Quesnoy sur Deûle et Comines (partie française de la ville) traverse Lille dans le sens Nord-Sud depuis près de dix-huit mois. On trouve aussi plusieurs centres sociaux, dont celui du Chemin Rouge ou celui de l'Arbrisseau.

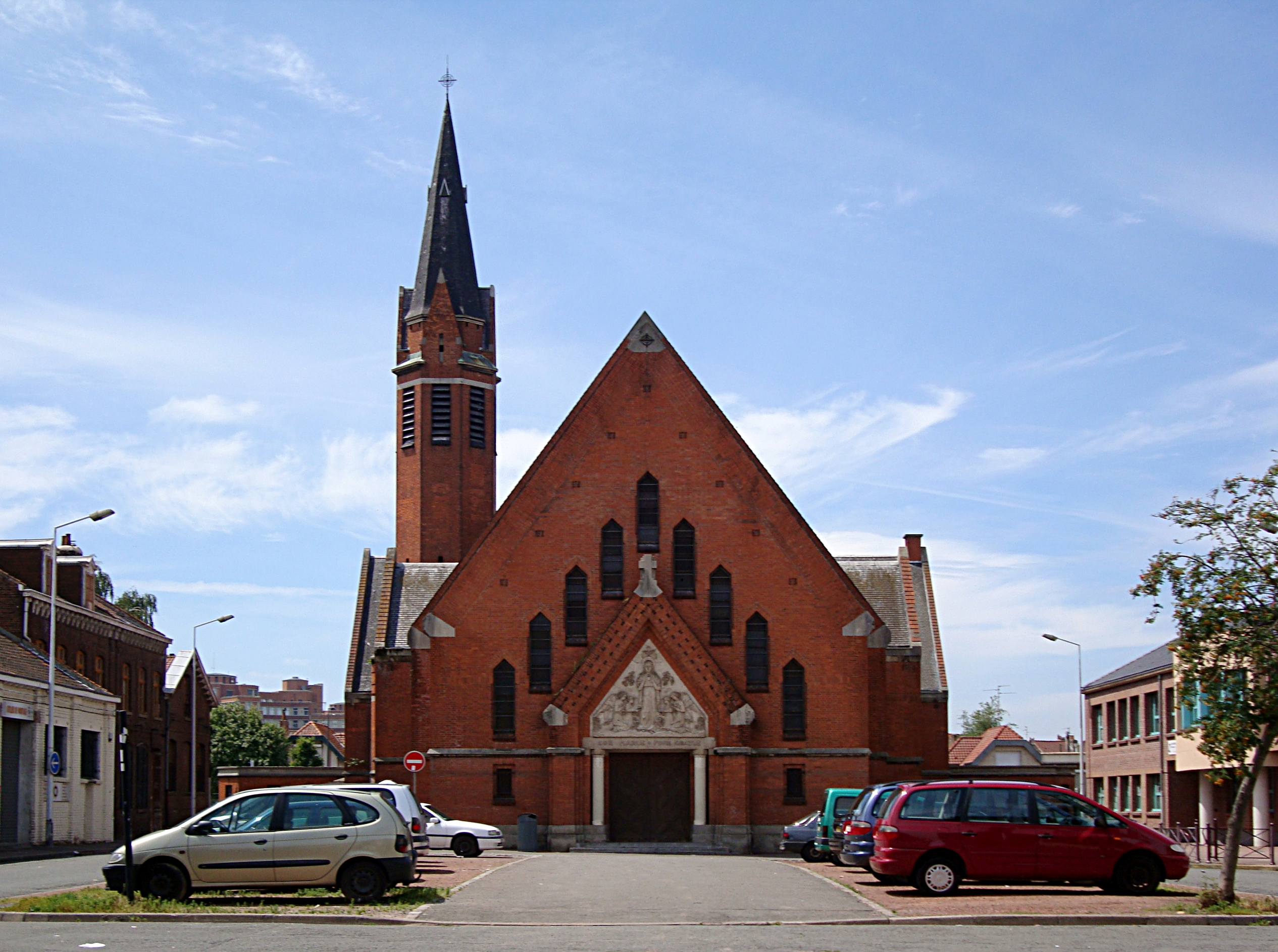
L'église du Cœur-Immaculé-de-Marie.

Juste à l'arrière, une église de style flamand en briques rouges des années 30 et voulue par Mgr Gand ouvre une grande avenue bordée de maisons : la cité des fleurs, calme et tranquille, s'étend jusqu'au CHR. La politique de la ville en matière urbaine mise beaucoup sur ce quartier et compte en faire, d'ici 4 à 5 ans, un lieu de vie sociale, culturelle et économique.

## Histoire
La notion territoriale de « Lille Sud », appellation administrative récente du quartier, recouvre quatre zones historiques péri-urbaines principales situées extra-muros :
- Le faubourg de Douai – où se trouvait la porte fortifiée de Douai – qui s'ouvre à la commune de banlieue limitrophe de Ronchin.
- Le faubourg d'Arras – où se trouvait la porte fortifiée d’Arras –   qui mène vers les communes et cités proches du quartier de Mélantois (ancienne graphie médiévale ; Mélanthois), c’est-à-dire vers Wattignies et Seclin.
- Le faubourg des Postes, anciennes voies des courriers et liaisons (coches, diligences, relais de chevaux de monte ou de trait) qui mènent vers la Francie (région parisienne notamment) par la pointe de Loos-lez-Lille et les lieux-dits La Croix de Pierre (Ennequin) et l'Épi de Soïl (prononcé "Souâel" ou soleil, nom Ch'ti ancien et poétique des céréales de la famille des blés de froment, orge et avoine - par allusion aux nombreux champs fertiles de toute cette zone agricole du Sud du Mélantois). Il s'agit d'une zone naturelle protégée (c’est-à-dire de la zone des nappes phréatiques et grandes réserves principales d'eaux potables du dôme crayeux du Mélantois).

- Le faubourg des Postes et le vaste ensemble régional de Parc Eurasanté du CHU (Centre Hospitalier Régional & Universitaire).

Ces dénominations locales traditionnelles évoquent les « grintes cauchies » médiévales et des âges picardisant classiques : selon directions des Cités sœurs drapantes, par les grands chemins d'accès à notre localité, enserrée en ses anciens murs et remparts des fortifications de Place (bien avant les renforcements Franchoys des annexions de Vauban et Louis XIV).
Après l'extension de 1858 – 1863, le faubourg des Postes (l'ancien « Lille Sud ») a accueilli le cimetière principal de la ville de Lille, l'ancien cimetière local étant établi dans le centre du quartier de Wazemmes, lequel fut de nouveau transféré dans l'actuel cimetière du Sud. On trouve désormais à cet emplacement une aire de jeux et la station de métro portant le nom du quartier.
Ces quartiers ont été les haut-lieux des combats « où l'Honneur fut sauf » lors de la bataille d'arrêt et d'arrière-garde de la poche de Lille 25 au 31 mai 1940.

## Socio-économie
Le chômage y est très élevé (plus de 20 %) et une forte proportion de la population est peu qualifiée[réf. nécessaire]. De nombreux habitants sont issus de l'immigration (plus de 25 %)[réf. nécessaire]. Lille-Sud est inclus au sein d'un vaste quartier prioritaire nommé « Secteur Sud » débordant sur les communes de Faches-Thumesnil, Lezennes et Loos. La zone comprend 47 011 habitants et un taux de pauvreté de 47,6 %.
Le quartier est classé zone franche urbaine ce qui a favorisé l'implantation de 350 entreprises et l'embauche de 3 000 personnes, cependant ces entreprises réclament en général une main d'œuvre qualifiée.

## Sécurité
Le quartier de Lille-Sud est classé depuis 2012 en zone de sécurité prioritaire, avec renforcement des effectifs de la police nationale.